# Стрельченко Григорій Степанович
Григорій Степанович Стрельченко (25 січня 1927, село Рибальче, тепер Скадовського району Херсонської області — ?) — український радянський діяч, секретар Херсонського обласного комітету КПУ, 1-й секретар Новотроїцького районного комітету КПУ Херсонської області.

## Біографія
З грудня 1944 по березень 1951 року — в Радянській армії. Військову службу розпочинав у 17-му запасному полку 86-ї гвардійської стрілецької дивізії Одеського військового округу. Член КПРС.
Освіта вища. У 1957 році закінчив Херсонський сільськогосподарський інститут імені О.Д. Цюрупи за спеціальністю «агрономія».
На 1965—1967 роки — 1-й секретар Новотроїцького районного комітету КПУ Херсонської області.
З 1969 по грудень 1972 року — 1-й заступник голови виконавчого комітету Херсонської обласної ради депутатів трудящих.
2 грудня 1972 — 1987 року — секретар Херсонського обласного комітету КПУ з питань сільського господарства.
Подальша доля невідома.

## Звання
- полковник

## Нагороди
- орден Трудового Червоного Прапора
- ордени
- медалі